# Centotheca
Centotheca es un género de plantas de la familia de las Poáceas. Es originario de África tropical, Asia y Polinesia.

## Etimología
El nombre del género deriva del griego centein (pinchar) y theke (caja), refiriéndose a los pelos espinosos dentro de la espiguilla (en los lemmas superiores).

## Citología
El número cromosómico básico del género es x = 12, con números cromosómicos somáticos de 2n = 24. 2 ploide.

## Especies
- Centotheca longilamina Ohwi
- Centotheca malabarica Merr.
- Centotheca owariensis Hack. ex C.B.Clarke
- Centotheca latifolia Trin.
- Centotheca parviflora Andersson
- Centotheca philippinensis (Merr.) C.Monod.
- Centotheca schlechteri Pilg. ex Jansen
- Centotheca uniflora Swallen